# Piotr Szeligowski
Piotr Szeligowski (ur. 14 grudnia 1965) – trener sportowy, polski karateka, posiadacz stopnia 4 dan w kyokushin karate, były prezes Polskiej Organizacji IFK Kyokushin Karate, autor książek o tematyce sportowej.
Piotr Szeligowski zaczął trenować karate kyokushin w wieku 15 lat. W 1993 reprezentował Polskę w Pucharze Europy Oyama Cup w Katowicach, zajmując w turnieju 3 miejsce. W roku 1995 został Mistrzem Europy Kyokushin Karate na zawodach w Cardiff. Był wielokrotnym medalistą Mistrzostw Polski w Karate Kyokushin i międzynarodowych turniejów. Oprócz kariery zawodniczej pełnił funkcję Country Representative w organizacji International Federation of Karate (1994–2007) oraz Prezesa Mysłowickiego Klubu Kyokushin Karate i Bytomskiego Klubu IFK Kyokushin Karate. W latach 1992–2007 wielokrotnie przebywał za granicą trenując pod okiem hanshi Steve'a Arneila 9 Dan.
Z wykształcenia jest politologiem, doktorantem nauk społecznych (filozofia), fizjoterapeutą.
W kwietniu 2013 został trenerem od przygotowania fizycznego drużyny hokejowej Polonii Bytom.

## Książki
- Traditional Kyokushin Karate. Budo and Knockdown fighting (2008 i 2010)
- Tradycyjne karate kyokushin (2009), ISBN 978-83-7229-255-1
- KNOCKOUT! Explosive Power Conditioning: With The BOSU Balance Trainer For MMA & Fighting Martial Arts (2011), ISBN 978-1-4635-7144-3
- Trening siły eksplozywnej w sportach walki (2012), ISBN 978-83-7229-311-4